# Die Buchhalterin
Die Buchhalterin ist ein deutsches Stummfilmlustspiel aus dem Jahre 1918 von Paul von Woringen mit Lotte Neumann, die den Film auch produziert hatte, in der Hauptrolle. Der Geschichte liegt ein Roman von Max Kretzer zugrunde.

## Handlung
Die junge Lucie von Werner kann ihrer Mutter, einer von einer geringen Rente lebenden Hauptmannswitwe, eine freudige Nachricht mitteilen: Endlich hat sie eine gut bezahlte Anstellung als Buchhalterin gefunden, mit der sie die Mutter und auch ihrem Bruder Walter finanziell unterstützen kann. Ihr neuer Chef, der Lederwarenhändler Alex Töpfer, hält Rücksprache mit seinem Prokuristen Theophil Lutter und erfährt auf diese Weise, dass Lucies verstorbener Vater wiederum seinen eigenen Vater um ein beträchtliches Vermögen gebracht haben soll. Töpfer hegt jedoch keinen Groll, da beide Väter mittlerweile gestorben sind. Frau Töpfer hingegen, die Mutter des Firmeneigners, sieht den Kontakt ihres Sohnes mit der Buchhalterin mit kritischen Augen, denn ihr Groll auf die Werners ist wegen der alten Betrugssache noch längst nicht verflogen. Nach bestandener Probezeit ist Lucie nun fester Bestandteil des Firmenteams. Bald entwickeln sich auch menschlich intensive Gefühle zwischen Lucie und ihrem Chef. Frau Töpfer versucht ihren Sohn und Lucie auseinanderzubringen und erzählt Alex, dass sich die Buchhalterin mit einem jungen Offizier treffen würde. Schließlich sehen Mutter und Sohn Töpfer bei einem Konzertbesuch Lucie und eben diesen Mann Arm in Arm mit diesem anderen Mann.
Zwar stellt sich heraus, dass dieser Offizier Lucies Bruder ist, doch Frau Töpfer versucht auch weiterhin Zwietracht zwischen den beiden Liebenden zu säen. Sie will, dass Lucie nicht wie das restliche Personal zur alljährlichen Firmenfeier eingeladen wird. Doch nachdem Töpfer weiß, wer Lucie zum Konzert begleitet hatte, will er Lucie unbedingt bei der Feier dabei haben. Die junge Frau wird dort von allen Männern umschwärmt. Schließlich stellt sich auch heraus, dass Lucies Vater am Betrug an Töpfer senior unschuldig ist, denn die Buchhalterin hat entsprechende Briefunterlagen in der Firma aufgetan. Es stellt sich heraus, dass vielmehr der verblichene Töpfer Schuld am finanziellen Niedergang und fortschreitenden Wahnsinn des Hauptmanns trägt. Dies führte zu von Werners frühzeitigem Tod. Nach all diesen Erkenntnissen steht der Eheschließung von Alex und Lucie nichts mehr entgegen, und selbst Frau Töpfer hat keine Einwände mehr gegen diese Verbindung. Ihr Sohn Alex verspricht seiner Zukünftigen, die Schuld des Vaters mit Zins und Zinseszins zurückzuzahlen.

## Produktionsnotizen
Die Buchhalterin entstand Anfang 1918 in dem Mutoskop-Atelier in Berlin-Lankwitz, passierte die Filmzensur im April 1918 und wurde am 12. desselben Monats in Berlins Lichtspiele Neue Philharmonie in der Köpenicker Straße 96 uraufgeführt. Die Länge des Fünfakters betrug 1895 Meter.

## Kritik
In Wiens Neue Kino-Rundschau heißt es: „Der Inhalt wirkt durch das hübsche, gut ersonnene Sujet, die vortreffliche Inszenierung und die glänzende Darstellung.“

## Einzelnachweis
1. ↑  „Die Buchhalterin“. In: Neue Kino-Rundschau, 6. Juli 1918, S. 12 (online bei ANNO).